# 富士宮市立富士宮第一中学校
富士宮市立富士宮第一中学校（ふじのみやしりつ ふじのみやだいいちちゅうがっこう）は、静岡県富士宮市矢立町にある公立中学校である。阿幸地区(1、2、3、5、6町内)・日の出区の避難所に指定されている。
略称は「宮一」

## 通学区域
阿幸地区、富士見ケ丘区、日の出区、瑞穂区、咲花区、大和区、源道寺区、田中区、黒田区、山本区、高原区、高原1区、高原2区、貫戸区、星山1区、小泉6区